# Biblioteka Branickich
Biblioteka Branickich – nieistniejąca biblioteka rodowa rodu Branickich, mieszcząca się w zamku w Suchej Beskidzkiej.

## Historia biblioteki
Biblioteka została założona około 1866 roku przez Aleksandra Branickiego i jego żonę Annę z Hołyńskich. Branicki skupował różne pomniejsze kolekcje muzealne oraz księgozbiory i umieszczał je w swoim zamku. Na zbiory biblioteczne składały się zbiory bibliofila Andrzeja Edwarda Koźmiana z Piotrowic nabyte w 1852 roku, Michała Hieronima Juszyńskiego i Jana Tarnowskiego. Do najcenniejszych nabytków należały zbiory grafiki Józefa Kraszewskiego nabyte w 1869 roku; zbiory ułożone były alfabetycznie i rzeczowo według drukowanego katalogu Kraszewskiego z 1865 roku pt. Catalogue d’une Collection Iconographique Polonaise...
W 1870 roku sprowadzeni z Krakowa introligatorzy nakleili prace na szare kartony; po oprawieniu zostały one umieszczone w galerii zamkowej, a część grafik i rysunków wystawiona była w gablotach w bibliotece. W skład biblioteki należały też zbiory dokumentów z autografami sławnych Polaków, w tym królów polskich, pochodzące od Adama Honorego Kirkora.
Po śmierci Branickiego zbiory były nadal systematycznie powiększane przez jego żonę i syna, Władysława. Do zamku w Suchej w 1879 roku trafił księgozbiór wolnomularstwa Hipolita Skimborowicza, w 1881 zbiory Adama Mieleszko-Maliszkiewicza z Żytomierza na Wołyniu oraz antykwaryczne zasoby Jakuba i Stanisława Gieysztorów, monety i medale oraz dokumenty papierowe i pergaminowe z XIV–XVII wieku od Feliksa Wesołowskiego z Warszawy, księgozbiór o tematyce historycznej księdza Franciszka Ksawerego Ciesielskiego i jego brata Aleksandra Ciesielskiego oraz księgozbiór Karola Łaskiego (12 tysięcy woluminów) oraz zbiory Aleksandry Branickiej. Woluminy pochodzące z biblioteki Branickich zaopatrzone były w ekslibris (miedzioryt wykonany w Paryżu) przedstawiający herb Branickich – Korczak oraz łacińską dewizę Pro fide et patria (pol. Dla wiary i ojczyzny).
Podczas I wojny światowej, większość zbiorów została przeniesiona do Wiednia, a w zamku urządzono szpital polowy. Po wojnie zbiory powróciły do Suchej. W wyniku małżeństwa Anny Branickiej z Juliuszem Tarnowskim biblioteka przeszła w ręce rodu Tarnowskich. W 1932 Juliusz Tarnowski nadał zbiorom oficjalną nazwę "Zbiory Biblioteczne-Muzealne hr. Tarnowskich w Suchej". Biblioteka powiększyła się o 13 tysięcy dzieł z paryskiej kolekcji Władysława Branickiego oraz o bibliotekę Tyszkiewiczów z Czerwonego Dworu.
W 1939 kolekcja grafiki i rysunku została wywieziona do Międzyrzeca Podlaskiego. Podczas II wojny światowej zbiory biblioteczne zostały rozgrabione. Niemcy skonfiskowali i wywieźli z zamku dużą liczbę zabytkowych przedmiotów, rzeźb i obrazów. Wiele dokumentów zostało zniszczonych. Po wojnie pozostałościami ze zbiorów biblioteki Branickich podzieliły się biblioteki i muzea w Warszawie (rękopisy i archiwalia trafiły do Archiwum Głównego Akt Dawnych, rysunki do Muzeum Narodowego w Warszawie), Wrocławiu (do Ossolineum trafiło 16 528 woluminów), Gdańsku (8 tysięcy woluminów) i Krakowie.

## Wielkość zbiorów
W 1910 filolog i bibliotekarz Jan Czubek wraz z kustoszem biblioteki Michałem Żmigrodzkim (1848–1919), doktorem filozofii, historykiem sztuki i etnografem, z ramienia Polskiej Akademii Nauk wykonał inwentaryzację zbiorów Branickich. Wyniki opublikował w Katalogu rękopisów hr. Branickich w Suchej (1910).
Na początku wieku biblioteka składała się z ok. 30 tysięcy druków, archiwaliów i rękopisów, 10 tysięcy innych dokumentów, 16 tysięcy rycin i rysunków, 550 tomów rękopisów, 22 inkunabułów oraz 2000 numizmatów. W 1939 roku dokonano kolejnego spisu. Zasoby biblioteki powiększyły się do ok. 40 tysięcy woluminów.

## Kustosze Biblioteki Branickich
Pierwszym kustoszem biblioteki był bibliotekarz Franciszek Kandyd Nowakowski. W 1882 roku, po śmierci Nowakowskiego, funkcję kustosza w bibliotece objął Michał Żmigrodzki. Za jego sprawą zbiory zostały odpowiednio posegregowane; rysunki i szkice anonimowe zostały podzielone według zagadnień (archeologia, typy, portrety, widoki). Sporządził rękopiśmienną księgę inwentarzową z podziałem na formaty, układem według autorów i według tematów, osobnym dla rysunków i osobnym dla rycin, z numeracją ciągłą. W latach 1922–1931 pieczę nad zbiorami sprawował Jan Kossek. W 1931 stanowisko po Kosseku przejął Józef Seruga, bibliotekarz, archiwista i historyk. W 1934 roku skatalogował on tzw. sobieściany; w 1936 roku opracował katalog dokumentów pergaminowych.